# 介面卡

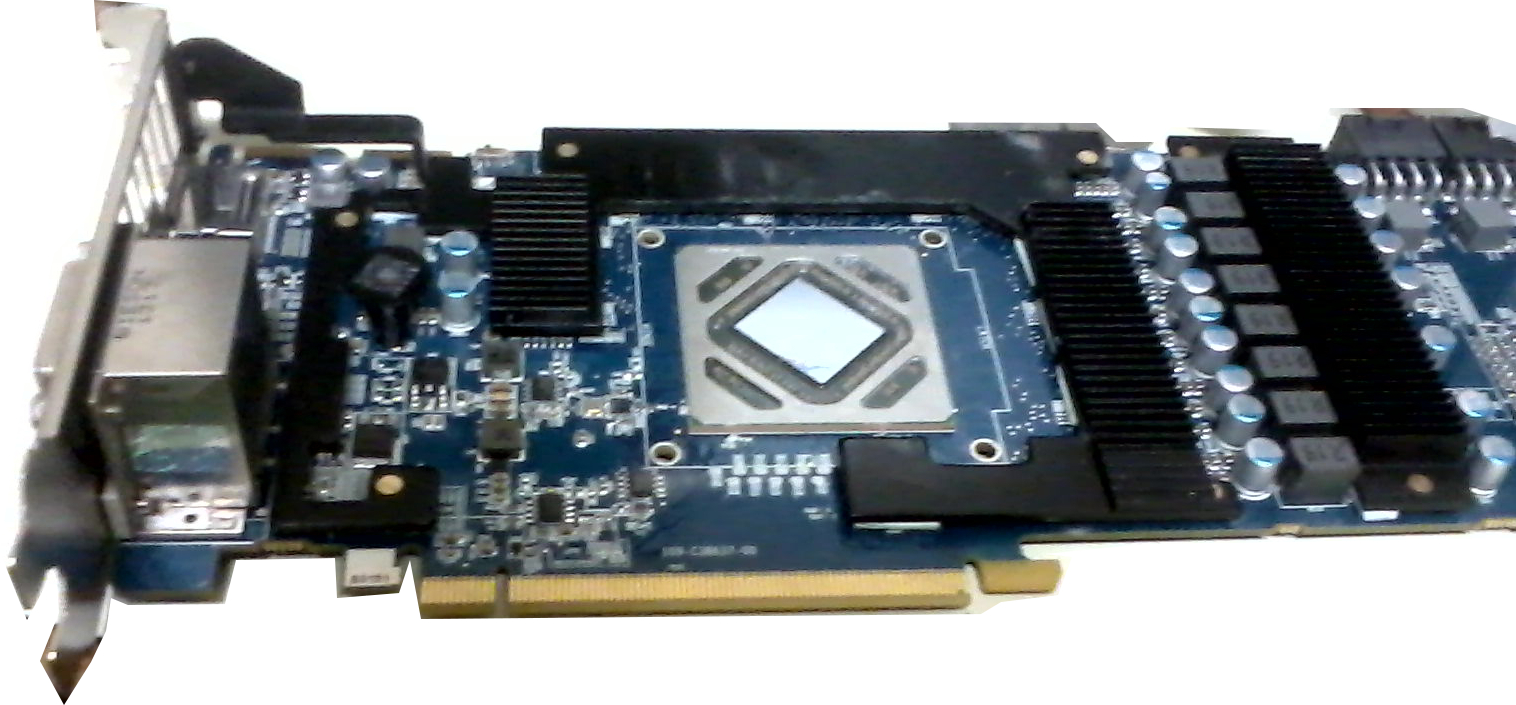
顯示卡為介面卡的一種

介面卡（英語：或），是一種有對外接口的卡片式印刷電路板，為電腦和週邊硬體的溝通橋梁，舉凡：螢幕（顯示卡）、喇叭（聲卡）、網路、滑鼠、鍵盤、印表機、光碟機、硬碟等，每一樣都是透過介面卡傳輸數據才可運作。2000年代之後，各大主機板廠商推廣All-In-One的主機板。電腦主機板已內建晶片組和多種介面卡晶片，如有需要才會再加外接介面卡。